# Wehrsdorf

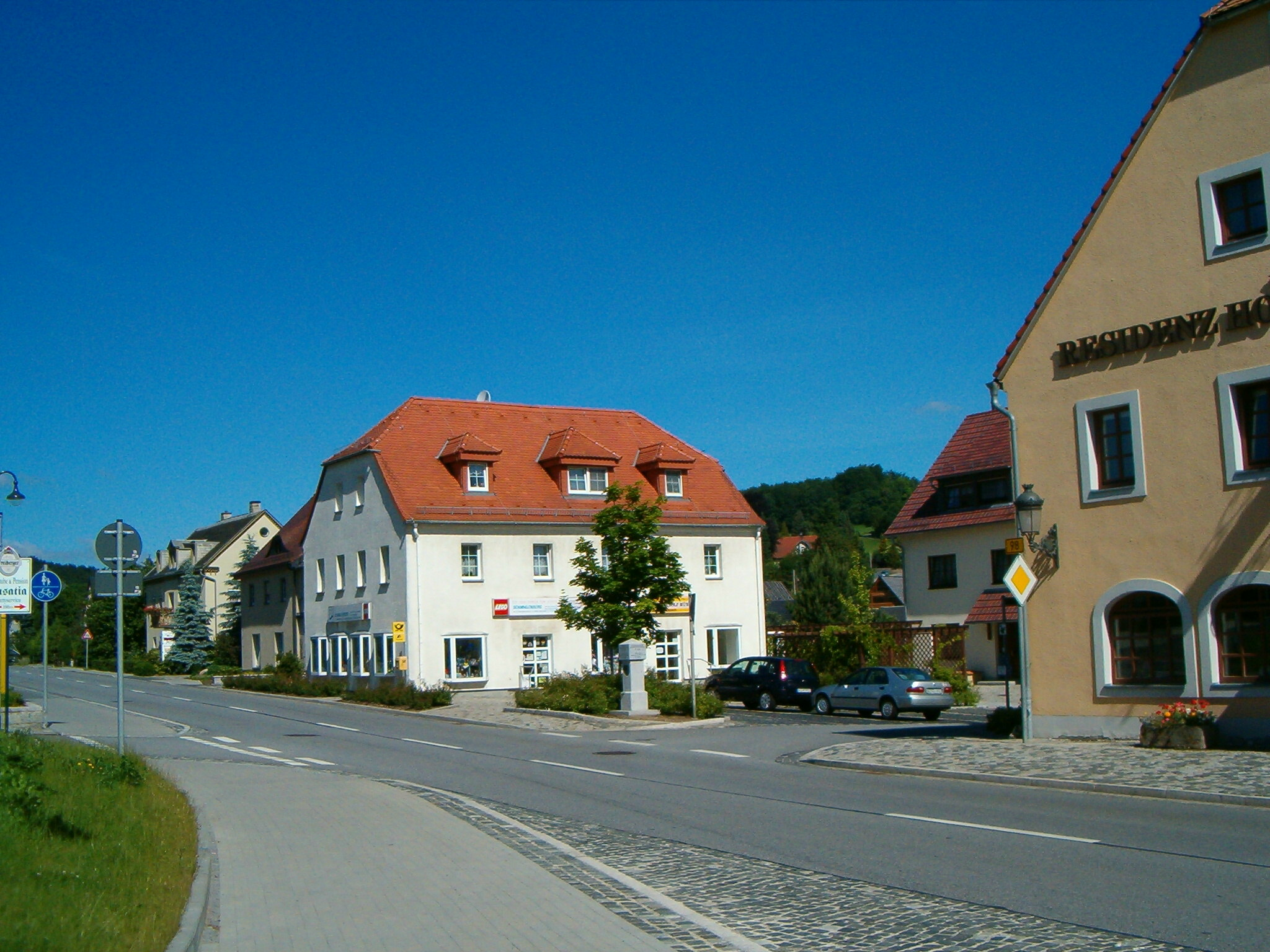
Wehrsdorf, Dorfplatz

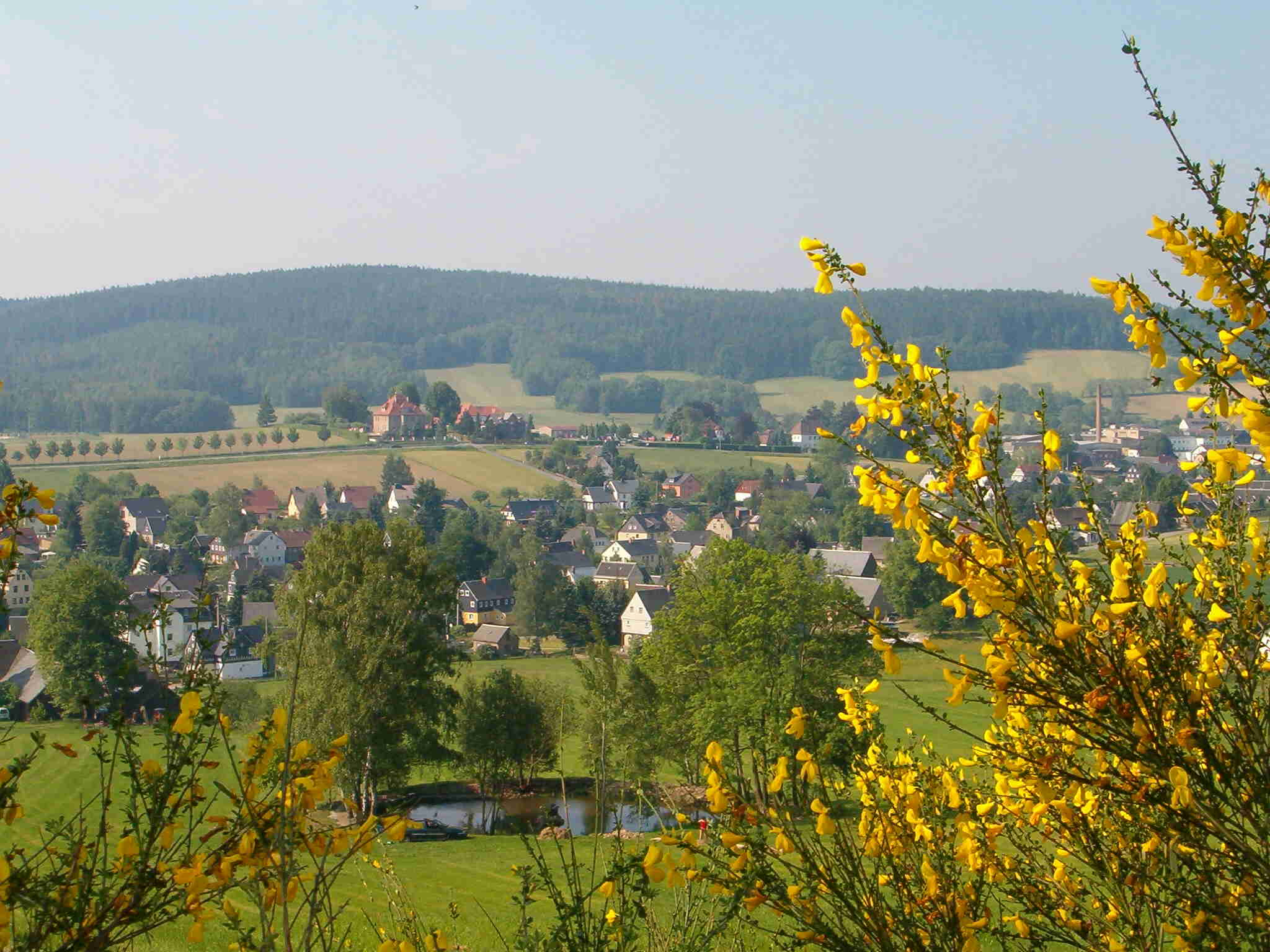
Blick vom Norden auf Wehrsdorf

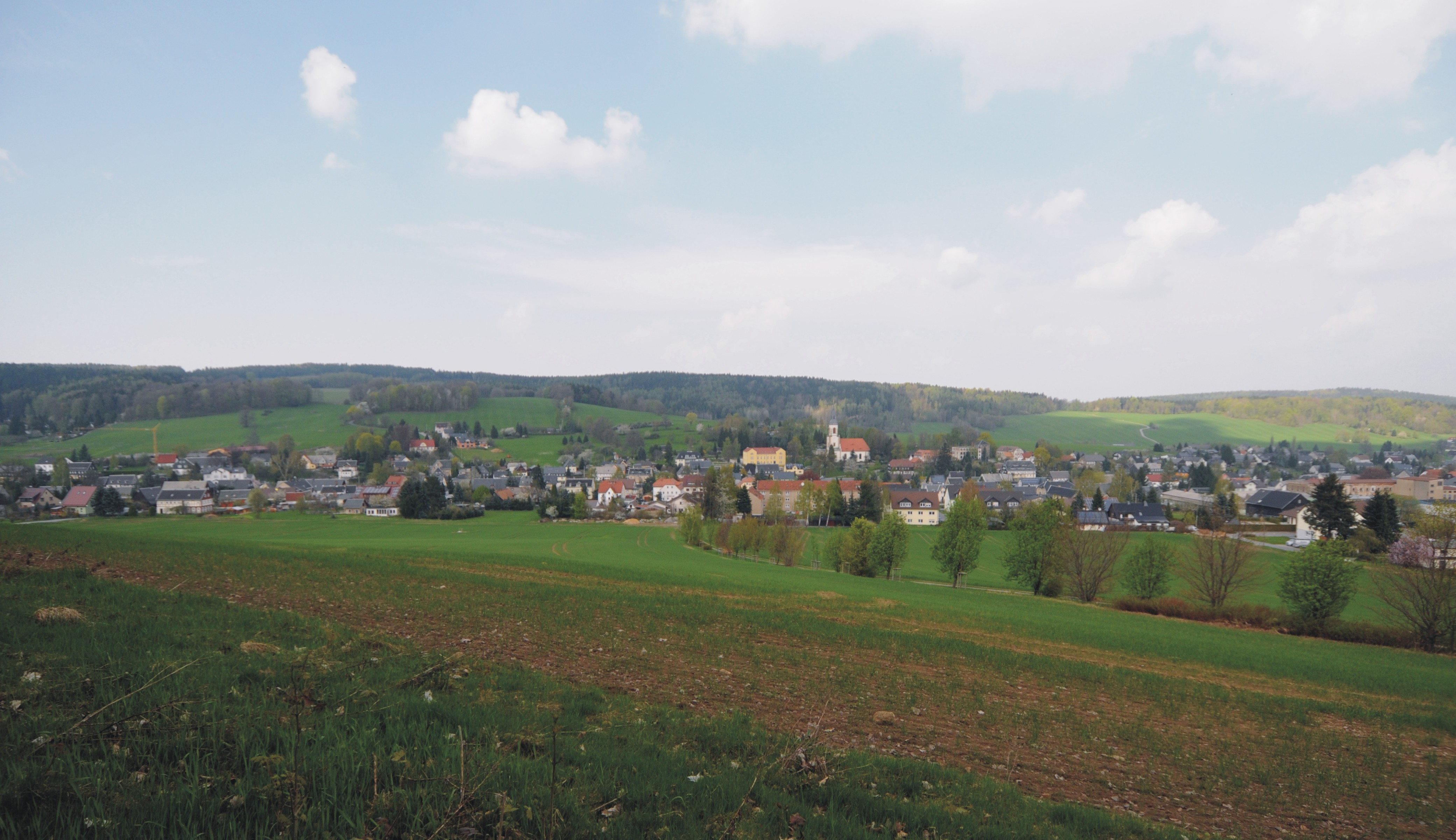
Blick vom Süden auf Wehrsdorf

Wehrsdorf (Oberlausitzer Mundart: Werrschdurf, obersorbisch Wernarjecy) ist eine Ortschaft der Gemeinde Sohland an der Spree in Sachsen. Wehrsdorf liegt direkt an der Bundesstraße 98 mit Anschluss an die Bundesautobahn 4 über Bautzen oder Burkau. Als Endhaltestelle verschiedener Buslinien ist das Dorf gut an das öffentliche Verkehrssystem angebunden.
Der Ort wurde als Waldhufendorf im Tal des Kaltbachs angelegt. Typisch für die Region sind die Umgebindehäuser, welche von der alten Handweberei des 17. bis 19. Jahrhunderts zeugen.
Wehrsdorf ist ein Erholungsort und war bis 1990 Luftkurort.

## Geographie
Wehrsdorf liegt im Lausitzer Bergland nördlich des Schluckenauer Zipfels, nahe der Tschechischen Republik in einem sich von West nach Ost erstreckenden Tal. Die Talflanken sind mit Löß ausgekleidet, den Untergrund bilden Pleistozäne Kiese. Südlich erhebt sich der Tännichtberg (461 m). 
Das Tal grenzt im Westen an das höher gelegene Steinigtwolmsdorfer Plateau und fällt von dort nach Osten hin ab. Entsprechend ist der Ort von West nach Ost in die drei Ortsteile Ober-, Mittel- und Niederdorf unterteilt.
Durch Talkerben im westlich gelegenen Steinigtwolmsdorfer Plateau sinkt oft kalte Luft ins Wehrsdorfer Tal ab. Der dort entspringende Bach trägt daher auch den Namen „Kaltbach“ und das Gebiet heißt mundartlich die „Kalbcht“ (übersetzt etwa „Kaltbachgebiet“).

## Geschichte

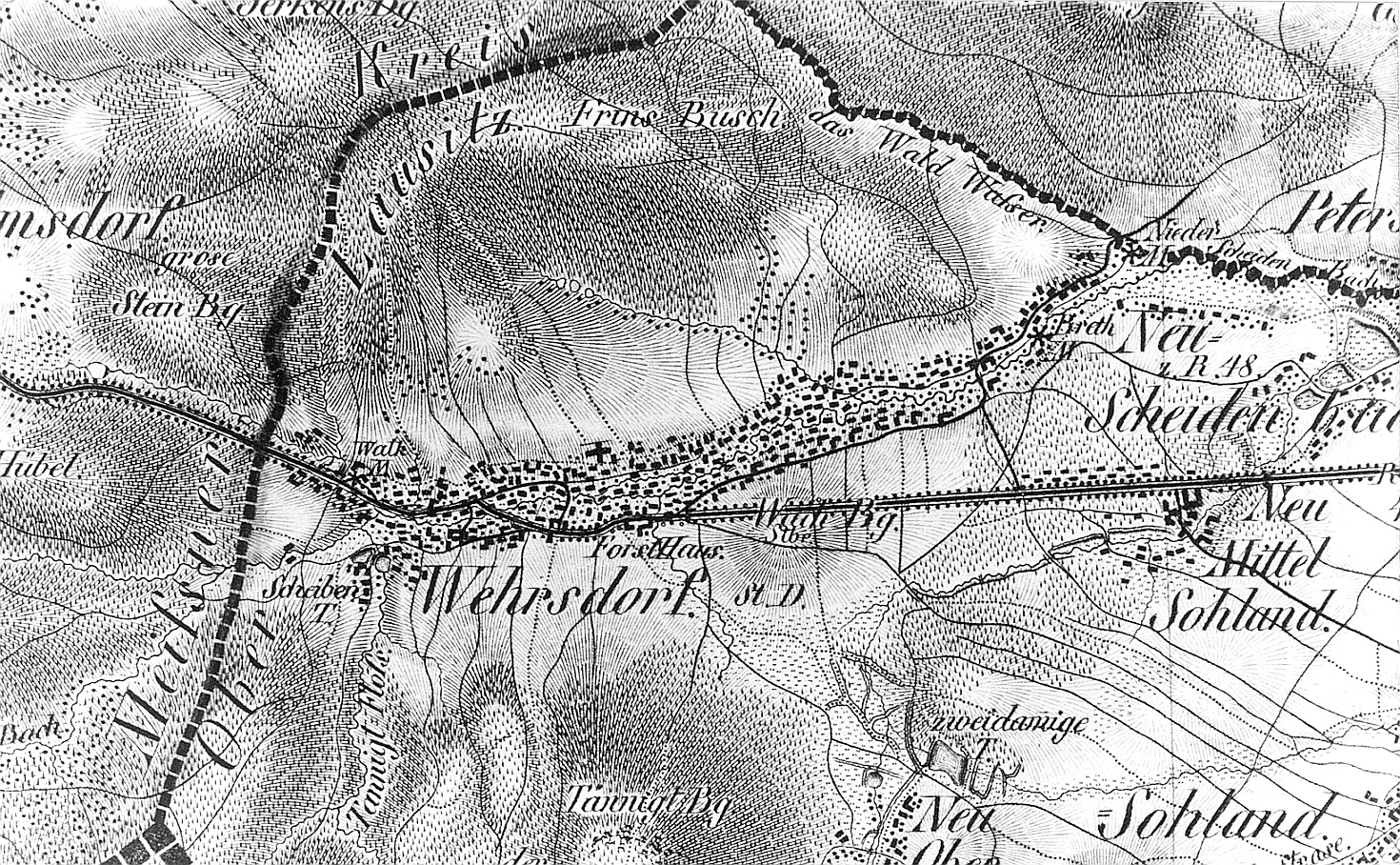
Karte von Oberreit mit Wehrsdorf von 1821 bis 1822

Wehrsdorf wurde gegen Ende der Kolonialisationszeit besiedelt. Während der Ort in einer Grenzurkunde von 1241 noch keine Erwähnung findet, lässt ein Münzfund in der Wehrsdorfer Flur auf eine Gründung nicht nach 1258 schließen. Der Ortsname geht auf einen Lokator „Werner“ zurück, wie in Urkunden von 1448: („Wernstorff“) und 1547: („Wernersdorff“) bestätigt wird. 1507 wird der Ort erstmals verkauft, gelangt danach bis zum Oberlausitzer Pönfall in den Besitz des Rates der Stadt Bautzen. Bis 1739 wechselte die Grundherrschaft häufig.
Von 1501 bis 1516 wurde Wehrsdorf von der Pest heimgesucht, wovon heute noch das sogenannte „Pestkreuz“ im Oberdorf – ein Steinkreuz mit der eingemeißelten Jahreszahl 1501 – kündet. Nachdem die Krankheit 15 Jahre gewütet hatte, soll es nur noch sieben Überlebende im Ort gegeben haben. Noch um 1880 waren, Augenzeugenberichten zufolge, am Waldrand in der Nähe des Steinberges zwei langgestreckte Hügel vorhanden, die im Volksmund als die „Pestgräber“ bezeichnet wurden.
Die Landwirtschaft wurde durch die geologische Beschaffenheit des Tales mit oft bis dicht unter die Oberfläche reichenden Ablagerungen eiszeitlicher Kiese und durch das raue Klima oft erschwert. So entschloss sich der Gutsherr 1739 das Gut mit dem dazugehörigen Dorf für 40.000 Taler an das Bautzner Domstift zu verkaufen. Die Domherren hatten an der Landwirtschaft wenig Interesse, förderten jedoch die Entwicklung des Textilgewerbes.
Von Beginn an hatten die Wehrsdorfer auch Leinenweberei und Bleicherei im Ort betrieben. Der Aufschwung, den diese Gewerbe im Gegensatz zur zurückgehenden Landwirtschaft nun nahmen, zeigt sich am besten darin, dass bereits 10 Jahre, nachdem der Ort an das Domstift gefallen war, der gesamte herrschaftliche Gutsbetrieb zerschlagen und die Gebäude an einen Leinwandfabrikanten verkauft wurden. Die Leinwand wurde in Heimarbeit hergestellt und von den Fabrikanten, die auch die Garne lieferten, aufgekauft. Die Leinenweberei breitete sich im Ort immer weiter aus. 1743 waren von 236 Familien, die im Ort lebten, 122 Leineweber und weitere 43 mit Flachsspinnerei, Veredlung oder sonstigen Textilarbeiten beschäftigt. Nur 71 Familien betrieben Landwirtschaft.
Eine wichtige Rolle im Ort spielte auch die Bleicherei. Dafür musste oft Wasser über weite Strecken herangeführt werden, wozu teilweise auch Stollen in den Berg gegraben wurden.
Im 19. Jahrhundert ging man zur industriellen Textilproduktion über und die Hausweberei starb aus. 1871 gab es 11 Textilbetriebe im Ort, der inzwischen als Zentrum der Leinenindustrie in der Oberlausitz galt. Der größte Betrieb war die Firma „J. G. Böhme & Söhne“. Die Söhne des Gründers der Leinenweberei, Johann Gottlob Böhme, machte sich besonders um die Einführung mechanisierter Methoden in der Weberei und Bleicherei verdient. Für die Bleicherei errichteten sie um 1858 einen großen aus Feldsteinen gemauerten Trockenturm. Er bildete mit der damaligen Produktionsstätte, einer Bleichwiese und einem Wasserstollen (so genannter „unterirdischer Gang“) eine funktionale Einheit. Der Trockenturm, die Bleichwiese, wenngleich teilbebaut und der Wasserstollen sind noch erhalten.
Die Gemeinde erwarb 2013 das Gelände mit dem denkmalgeschützten Trockenturm und plante dessen Abriss, was in der Bevölkerung auf Kritik stieß. Von Seiten der Denkmalbehörde erfolgte die Auflage, den Trockenturm in das Projekt einzubeziehen und der Abrissantrag wurde im beiderseitigen Einvernehmen ausgesetzt.

### Einwohnerentwicklung
Beim Zensus vom 9. Mai 2011 bestand Wehrsdorf aus 480 Wohngebäuden, in denen 1645 Personen lebten. Das Durchschnittsalter lag bei 46 Jahren.
| Jahr | Einwohner                                     |
| ---- | --------------------------------------------- |
| 1547 | 36 besessene(r) Mann                          |
| 1777 | 18 besessene(r) Mann, 53 Gärtner, 122 Häusler |
| 1834 | 1436                                          |
| 1871 | 2207                                          |
| 1890 | 2300                                          |
| 1910 | 2351                                          |
| 1925 | 2357                                          |
| 1939 | 2331                                          |
| 1946 | 2614                                          |
| 1950 | 2740                                          |
| 1964 | 2670                                          |
| 1990 | 1900                                          |
| 2005 | 1776                                          |
| 2011 | 1645                                          |

### Ortsnamenformen
1419: Wernharstorff, 1448: Wernstorff, 1507: Wernßdorff, 1519: Wernhärstorff, 1547: Wernstorff, Wermsdorff, 1567: Werßdorf, 1657: Werschdorff, Wehrsdorff, 1791: Wehrsdorf, Werßdorf

### Verwaltungszugehörigkeit
1777: Bautzener Kreis, 1843: Landgerichtsbezirk Bautzen, 1856: Gerichtsamt Schirgiswalde, 1875: Amtshauptmannschaft Bautzen, 1952: Kreis Bautzen, 1994: Landkreis Bautzen

### Religionen
Wehrsdorf ist ein hauptsächlich evangelisch-lutherisch geprägtes Dorf, im Ort steht die St.-Trinitatis-Kirche.
Bis zum Dreißigjährigen Krieg gehörte Wehrsdorf zum Kirchensprengel Hainspach. Der alte Kirchweg, der vom Erbgericht über die Grenze führte, wird gepflegt und kann bis nach Hainspach gewandert werden. Nach der Gegenreformation Böhmens gingen die Wehrsdorfer dann bis zum Bau der eigenen Kirche nach Sohland zur Kirche.

## Wappen

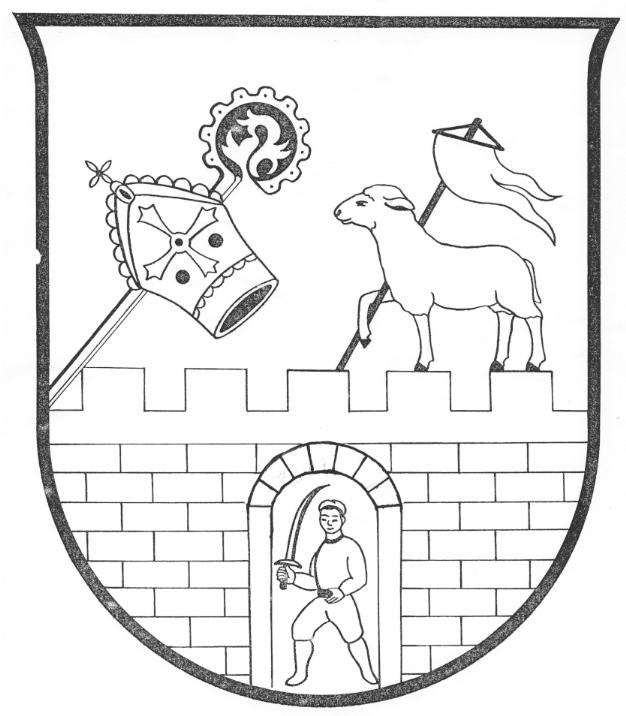
Ehemaliges Gemeindewappen von Wehrsdorf

Das historische Wappen des Dorfes Wehrsdorf ist stark gegliedert und erinnert eher an ein städtisches Wappen. Es ist zunächst in ein oberes und ein unteres Feld geteilt, wobei das untere eine zinnenbekrönte Stadtmauer darstellt; damit erinnert es sehr stark an das Bautzener Wappen. In einem Tor der Mauer steht ein schwertschwingender Mann, vermutlich Hinweis auf die Gerichtsbarkeit.
Im oberen Feld finden sich zur Linken die Insignien des Bischofsamtes, die Mitra und der Bischofsstab, und in der rechten Ecke die Versinnbildlichung des Lamm Gottes; auf diese Weise verbinden sich im Wehrsdorfer Wappen klerikale und säkulare Elemente.

## Wirtschaft und Infrastruktur

### Bildungseinrichtungen
Um 1723 gab es die erste Schule im Ort, welche aber durch die 1877 errichtete Zentralschule ersetzt wurde. Sie dient bis heute als Grundschule. Die 1987 neu errichtete Karl-Thomas-Schule diente ab 1993 als Außenstelle für das Städtische Gymnasium Wilthen, wurde aber aus Schülermangel im Juni 2002 geschlossen.

### Wirtschaft
Neben einer Möbelfabrik existieren mehrere kleine Handwerksbetriebe.
Bis zur politischen Wende 1990 war Wehrsdorf auch ein Standort der Textilindustrie (Weberei) und der Holzindustrie (Holzspielwaren, Holzstiele).

## Kultur
Eine Auflistung der Kulturdenkmäler findet sich in der Liste von Kulturdenkmalen in Sohland an der Spree#Wehrsdorf.

### Sehenswürdigkeiten

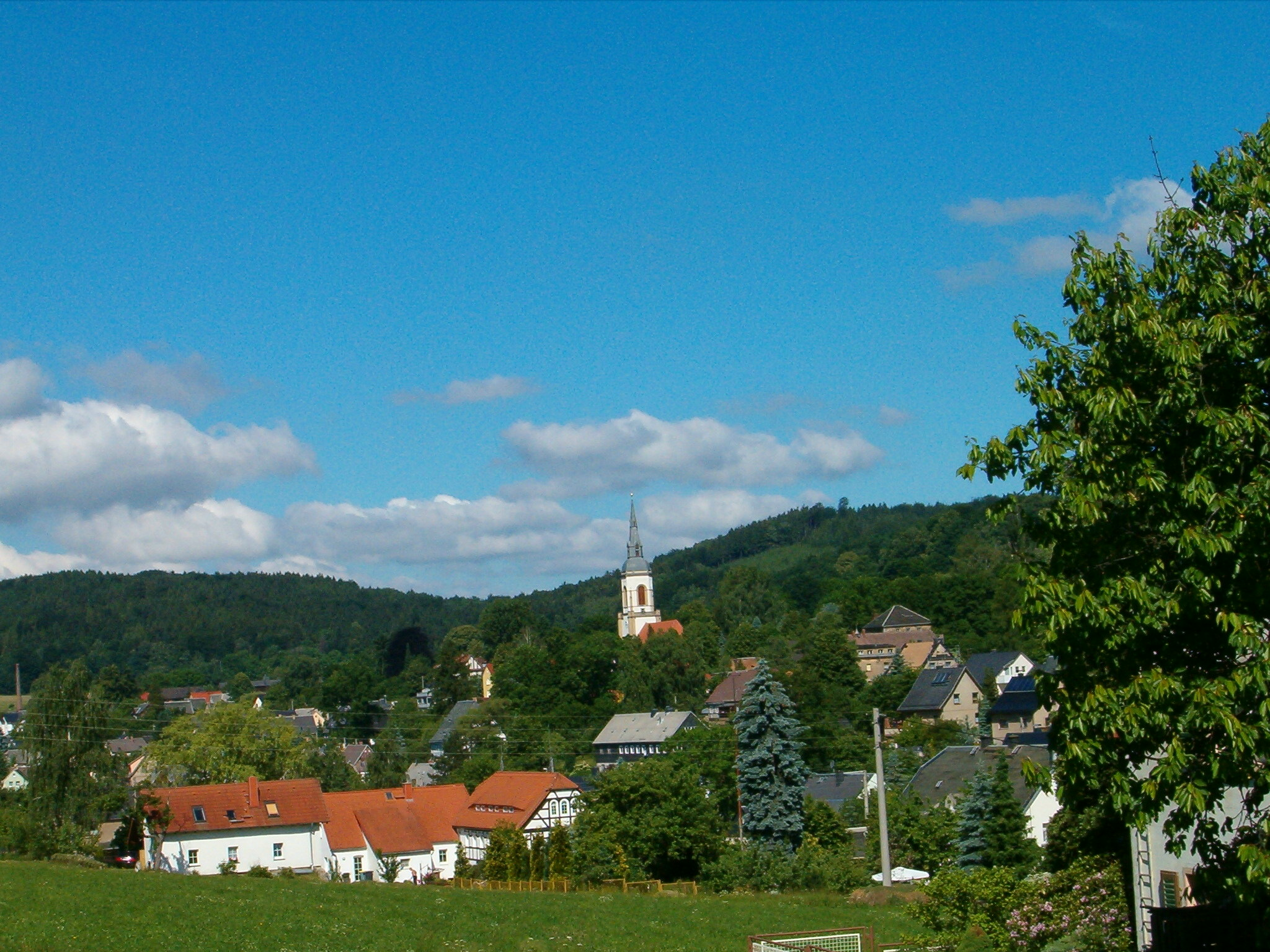
Blick zur St.-Trinitatis-Kirche

Die 1725 als barocker Saalbau errichtete St.-Trinitatis-Kirche wurde im Jahr 2000 renoviert und prägt entscheidend das Wehrsdorfer Ortsbild. Auch der am Hang gelegene Friedhof, mit seinen teilweise aus dem 18. und 19. Jahrhundert stammenden Grabsteinen aus sächsischem Sandstein, ist sehenswert. Wehrsdorf verfügt über einen größeren Bestand an Umgebindehäusern, welche in früherer Zeit als Bauern- und Weberhäuser Verwendung fanden. Ein besonders interessantes Ensemble ist das sich nahe der Kirche befindende Faktoreihaus mit dem etwas weiter oben gelegenen steinernem Trockenturm für die Leinentücher. Weitere Zeitzeugen des Ortes sind die nahe der Kirche befindliche „Geißlereiche“, welche an einen früheren Schuldirektor erinnert und ein aus dem 16. Jahrhundert stammendes Pestkreuz im Oberdorf.

### Brauchtum
- Osterschießen
- Pflege der Oberlausitzer Mundart

### Freizeit- und Sportanlagen

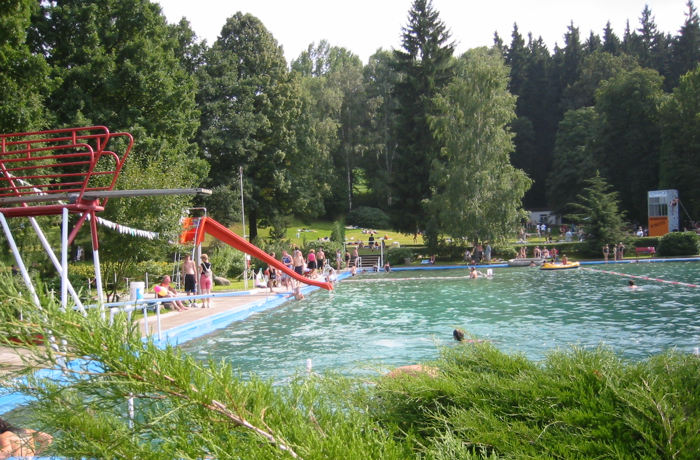
Waldbad Wehrsdorf im August 2002

Im Ort bestehen Skilift, Waldbad und verschiedene Sportanlagen. Im Winter werden Loipen für den Ski-Langlauf gespurt. Des Weiteren existiert auch eine Sporthalle, welche ebenso für kulturelle Anlässe genutzt wird, und eine Kegelbahn. Als eine Art Naturbühne steht der Rastplatz vor „Leuners Steinbruch“ zur Verfügung, der hoch aufragende Fels des ehemaligen Granodiorit-Steinbruches bietet hierbei die Kulisse.

## Persönlichkeiten

### Söhne und Töchter der Gemeinde

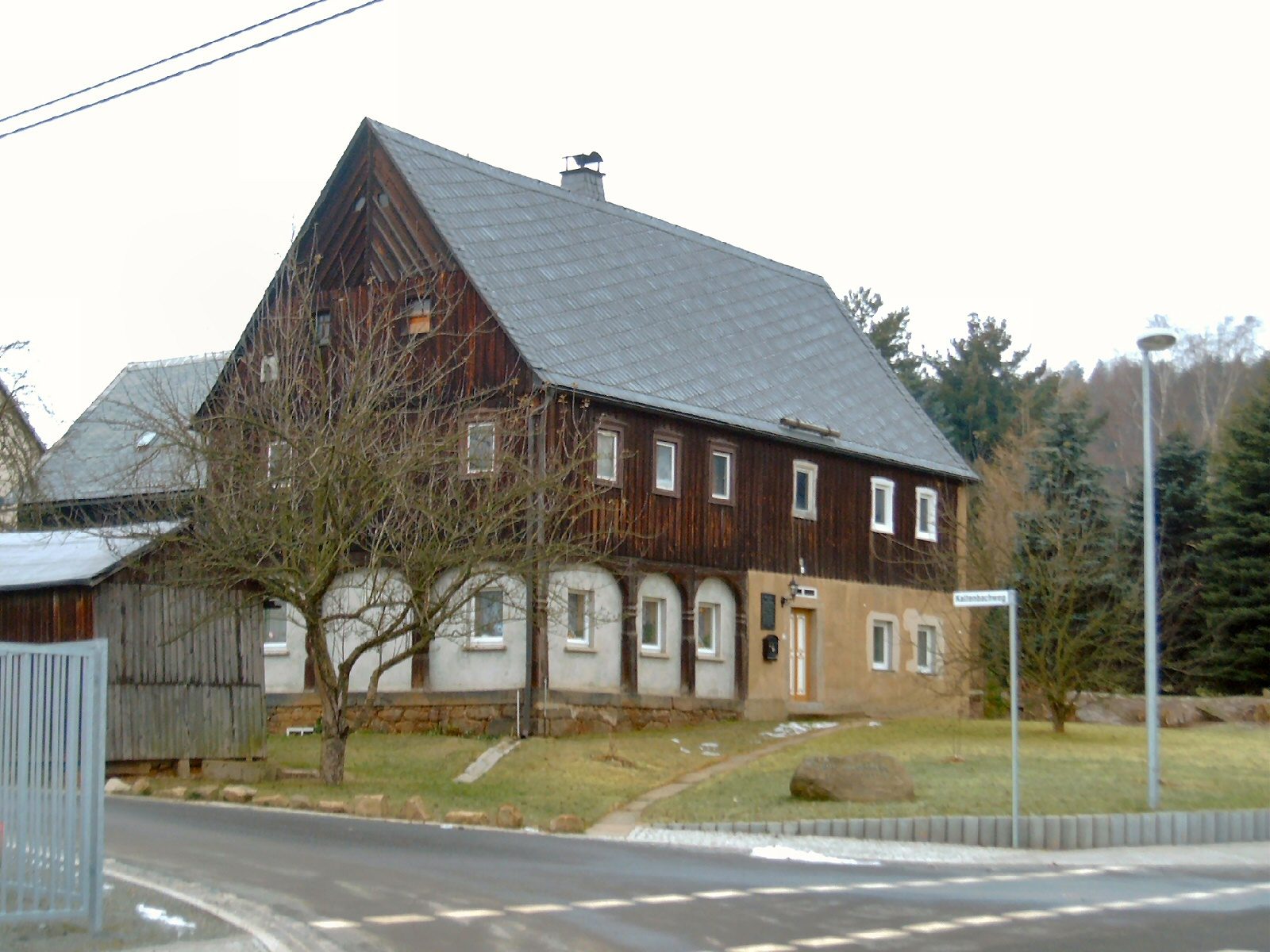
Geburtshaus von August Matthes

- Christian  Gottfried Thomas (1748–1806), in Leipzig wirkender Komponist und Musikhistoriker[3]
- Eduard Kauffer (1824–1874), Balladendichter
- August Matthes genannt „Bihms Koarle“ (Böhmes Karl) (1854–1937), Mundartdichter
- Paul Schöne (1868–1947), Kirchenmusiker, Seminaroberlehrer, Textdichter und Komponist
- Karl Thomas (1915–1944), Maurer, Antifaschist, umgekommen im KZ Mauthausen
- Armin Jähne (* 1941), Althistoriker und Publizist
- Hans-Jürgen Bombach (* 1945), Leichtathlet
- Christof Tannert (1946–2019), deutscher Biologe und Politiker